# وینتروپ کلاگ
وینتروپ کلاگ (انگلیسی: Winthrop Kellogg؛ ۱۳ آوریل ۱۸۹۸ – ۲۲ ژوئن ۱۹۷۲) یک پژوهشگر و متخصص روان‌شناسی تطبیقی اهل ایالات متحده آمریکا بود.
وی پژوهش‌های مهمی دربارهٔ رفتار چندین گونه جانور هوشمند انجام داد.